# إزكيل كيمبوي
إزكيل كيمبوي (بالإنجليزية: Ezekiel Kemboi Cheboi) مواليد 25 مايو 1982 في الوادي المتصدع، كينيا، هو عداء مسافات متوسطة كيني متخصص في 3000 متر موانع. شارك في دورة الألعاب الأولمبية وحصل على الميدالية الذهبية. فاز بالميدالية الذهبية في بطولة العالم لألعاب القوى.

## سجل المنافسة
| العام | المسابقة                        | المكان                   | المركز | ملاحظة       |
| ----- | ------------------------------- | ------------------------ | ------ | ------------ |
| 2002  | بطولة أفريقيا لألعاب القوى 2002 | رادس, تونس               | 4      | 3000 م موانع |
| 2003  | ألعاب عموم أفريقيا 2003         | أبوجا, نيجيريا           | 1      |              |
| 2003  | بطولة العالم لألعاب القوى 2003  | فرنسا                    | 2      | 3000 م موانع |
| 2003  | نهائي ألعاب القوى العالمي 2003  | مونت كارلو, موناكو       | 3      | 3000 م موانع |
| 2004  | الألعاب الأولمبية الصيفية 2004  | أثينا, اليونان           | 1      |              |
| 2004  | نهائي ألعاب القوى العالمي 2004  | مونت كارلو, موناكو       | 2      | 3000 م موانع |
| 2005  | بطولة العالم لألعاب القوى 2005  | هلسنكي, فنلندا           | 2      |              |
| 2005  | نهائي ألعاب القوى العالمي 2005  | مونت كارلو, موناكو       | 2      | 3000 م موانع |
| 2006  | دورة ألعاب الكومنولث 2006       | ملبورن, أستراليا         | 1      | 3000 م موانع |
| 2006  | نهائي ألعاب القوى العالمي 2006  | شتوتغارت, ألمانيا        | 5      | 3000 م موانع |
| 2007  | ألعاب عموم أفريقيا 2007         | الجزائر (مدينة), الجزائر | 2      |              |
| 2007  | بطولة العالم لألعاب القوى 2007  | أوساكا, اليابان          | 2      |              |
| 2008  | الألعاب الأولمبية الصيفية 2008  | الصين                    | 7      |              |
| 2008  | نهائي ألعاب القوى العالمي 2008  | شتوتغارت, ألمانيا        | 2      | 3000 م موانع |
| 2009  | بطولة العالم لألعاب القوى 2009  | برلين, ألمانيا           | 1      |              |
| 2009  | نهائي ألعاب القوى العالمي 2009  | سالونيك, اليونان         | 1      | 3000 م موانع |
| 2010  | بطولة أفريقيا لألعاب القوى 2010 | نيروبي, كينيا            | 2      | 3000 م موانع |
| 2011  | بطولة العالم لألعاب القوى 2011  | دايغو, كوريا الجنوبية    | 1      | 3000 م موانع |
| 2012  | الألعاب الأولمبية الصيفية 2012  | إنجلترا                  | 1      | 3000 م موانع |
| 2013  | بطولة العالم لألعاب القوى 2013  | روسيا                    | 1      | 3000 م موانع |
| 2014  | دورة ألعاب الكومنولث 2014       | غلاسكو, إسكتلندا         | 3      | 3000 م موانع |
| 2015  | بطولة العالم لألعاب القوى 2015  | الصين                    | 1      | 3000 م موانع |

## روابط خارجية
- إزكيل كيمبوي على موقع الاتحاد الدولي لألعاب القوى (الإنجليزية)
- إزكيل كيمبوي على موقع الدوري الماسي (الإنجليزية)
- إزكيل كيمبوي على موقع اللجنة الأولمبية الدولية (الإنجليزية)
- إزكيل كيمبوي على موقع أوليمبيديا (الإنجليزية)
- إزكيل كيمبوي على موقع اتحاد ألعاب الكومنولث (مؤرشف) (الإنجليزية)
- إزكيل كيمبوي على موقع اتحاد ألعاب الكومنولث (مؤرشف) (الإنجليزية)
- إزكيل كيمبوي على موقع دورة ألعاب الكومنولث 2006 (مؤرشف) (الإنجليزية)